# Dendrobiinae
De Dendrobiinae vormen een subtribus van de Dendrobieae, een tribus van de orchideeënfamilie (Orchidaceae).
De naam is afgeleid van het geslacht Dendrobium.
De subtribus omvat naargelang de auteur vijf tot negen geslachten met ongeveer 1360 soorten epifytische, zelden terrestrische orchideeën, al dan niet met pseudobulben, met dikwijls opvallende bloemen, uit tropische streken van Azië en Australazië.

## Taxonomie

### Taxonomie volgens Dressler, Cameron en Van den Berg
Volgens Dressler, Cameron en Van den Berg omvatte de groep zes geslachten. De Pseuderia zijn later verplaatst naar de tribus Podochileae, waardoor de volgende vijf geslachten overbleven:
- Geslachten:
  - Cadetia
  - Dendrobium
  - Diplocaulobium
  - Epigeneium
  - Flickingeria

### Taxonomie volgens Clements
Clements heeft in verschillende studies in 2003 en 2006, gebaseerd op DNA-analyse, gepleit voor een herziening van de Dendrobiinae naar een monofyletische groep. Hij verplaatste daartoe het geslacht Epigeneium naar een aparte monofyletische subtribus, de Epigeneiinae. Het geslacht Dendrobium werd verder opgesplitst: de soorten van de sectie Oxystophyllum werden verplaatst naar de Podochileae, de Australaziatische Dendrobium-soorten werden afgesplitst in een nieuw geslacht Grastidium. Dat geslacht werd met de andere geslachten buiten Dendrobium opgenomen in een subtribus Grastidiinae.
De subtribus Dendrobiinae omvat dus nog het geslacht Dendrobium met daarin enkel de Aziatische soorten van het vroegere reuze-geslacht, ongeveer 450 soorten, en een aantal geslachten daarvan afgescheiden:
- Subtribus: Dendrobiinae
  - Geslachten:
    - Anisopetala
    - Aporum
    - Callista
    - Ceraia
    - Coelandria
    - Dendrobium s.s.
    - Distichorchis
    - Eurycaulis
    - Pedilonum